# Вишній Клатов
Вишній Клатов (словац. Vyšný Klátov) — село в окрузі Кошиці-околиця Кошицького краю Словаччини. Площа села 17,84 км². Станом на 31 грудня 2016 року в селі проживало 442 жителі.

## Історія
Перші згадки про село датуються 1332 роком.

## Географія
Протікає річка Врбіца.

## Населення
| Рік:            | 1994. | 2004.   | 2014.    | 2024.   |
| --------------- | ----- | ------- | -------- | ------- |
| Кількість осіб: | 371   | 403     | 446      | 487     |
| Різниця:        |       | +8,62 % | +10,66 % | +9,19 % |

| Рік:            | 2023. | 2024.   |
| --------------- | ----- | ------- |
| Кількість осіб: | 480   | 487     |
| Різниця:        |       | +1,45 % |